# 左攝提二
牧夫座π，又名BD+17 2768，HD 129174、SAO 101138、HR 5475，是牧夫座的一颗恒星，视星等为4.94，位于銀經15.64，銀緯62.54，其B1900.0坐标为赤經14h 36m 1.5s，赤緯+16° 62.54′ 49″。